# Jade (Fluss)
Die Jade ist heute ein 22 Kilometer langer Fluss in Niedersachsen, Deutschland. 

## Name
Das Wort Jade (1314: Jatha) ist schwer zu deuten. Die Erklärung von Jade als Gatt, altfriesisch jet ist abzulehnen, weil bereits die ältesten Belege ein d oder th aufweisen. Auch wurde wohl vermutet, dass es sich um einen Wassernamen mit dem indogermanischen Wurzel u̯ādʰ- (wie Watt) handele. Es gibt auch ältere Deutungen, wobei der Jade mit dem im 11. Jahrhundert erwähnten Sumpf „Eddenriad“ gleichgesetzt wird. Dieser Name soll seinerseits vom Wort Riade oder „Riede“ (= „Bach“) und dem Verb rieten („reißen“) abstammen. Der Sprachwissenschaftler Albrecht Greule hingegen leitet den Namen vom friesischen tjade,  tja mit der Bedeutung „kleiner Fluss, Wasserleitung, Grenzgraben, Abwässerungsgraben“ ab (von altfriesisch tia „ziehen“).

## Verlauf

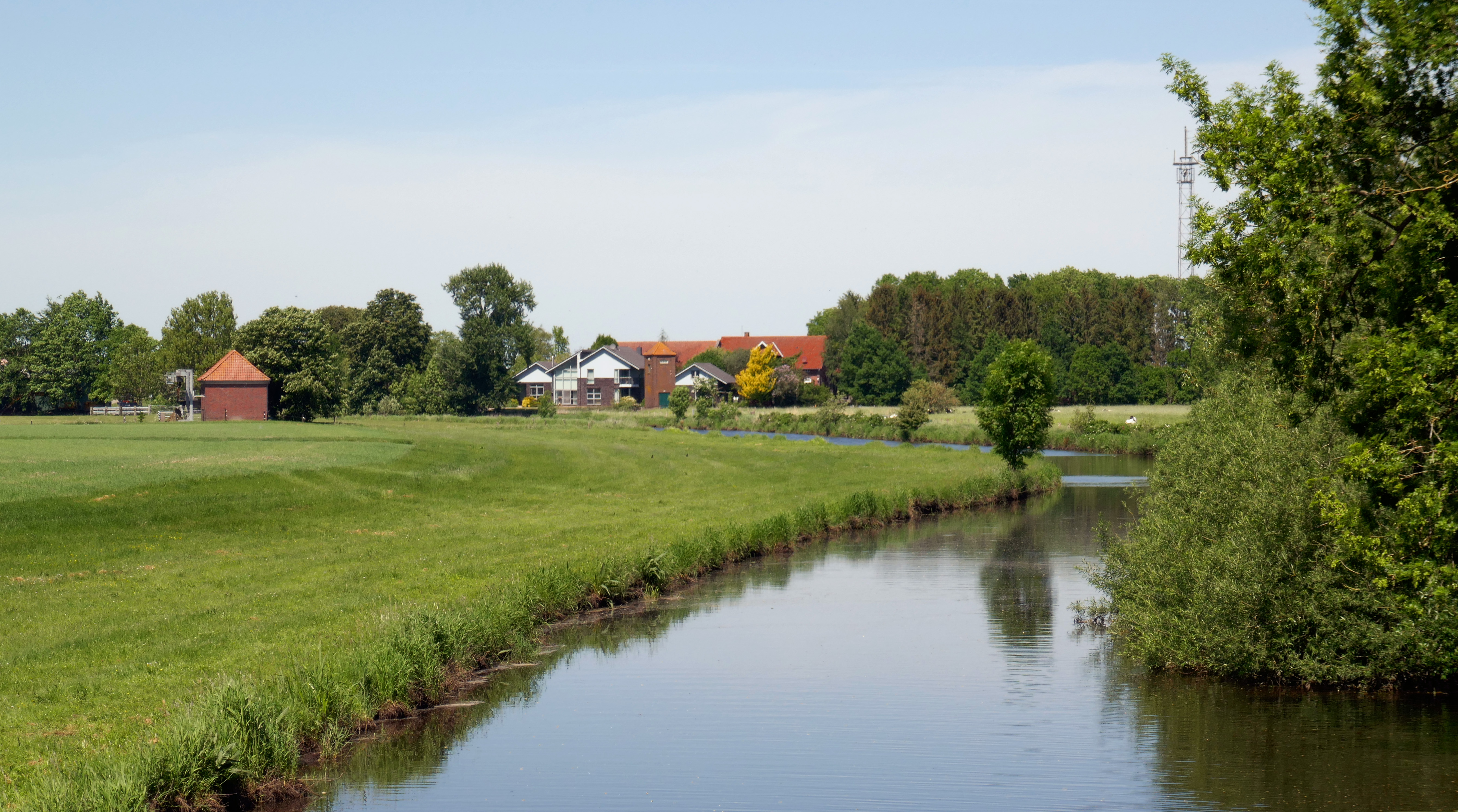
Die Jade bei der Trinitatiskirche in Jade

Die Jade entsteht im äußersten Nordosten der Gemeinde Rastede (Landkreis Ammerland) im Hankhauser Moor durch den Zusammenfluss der Rasteder Bäke und der Schanze. Deren Quellbäche entspringen in den Anhöhen der Oldenburger Geest unweit der nördlichen Stadtgrenze von Oldenburg; eine der Quellen befindet sich mitten im Schlosspark von Rastede. Die Jade fließt nordwärts und bildet bei Jaderlangstraße die Grenze zwischen den Landkreisen Ammerland und Wesermarsch. Anschließend durchquert sie die nach ihr benannte Gemeinde Jade. Auf den letzten Kilometern vor der Mündung bildet die Jade die Kreisgrenze zwischen den Landkreisen Wesermarsch und Friesland. Das linke Flussufer gehört in diesem Abschnitt zur Stadt Varel. Hinter dem großen Mündungsschöpfwerk Wapelersiel mündet die Jade in den Jadebusen, an den sich nördlich die Bundeswasserstraße Jade mit Innenjade und Außenjade anschließt.

## Der Fluss und das anschließende Seegebiet

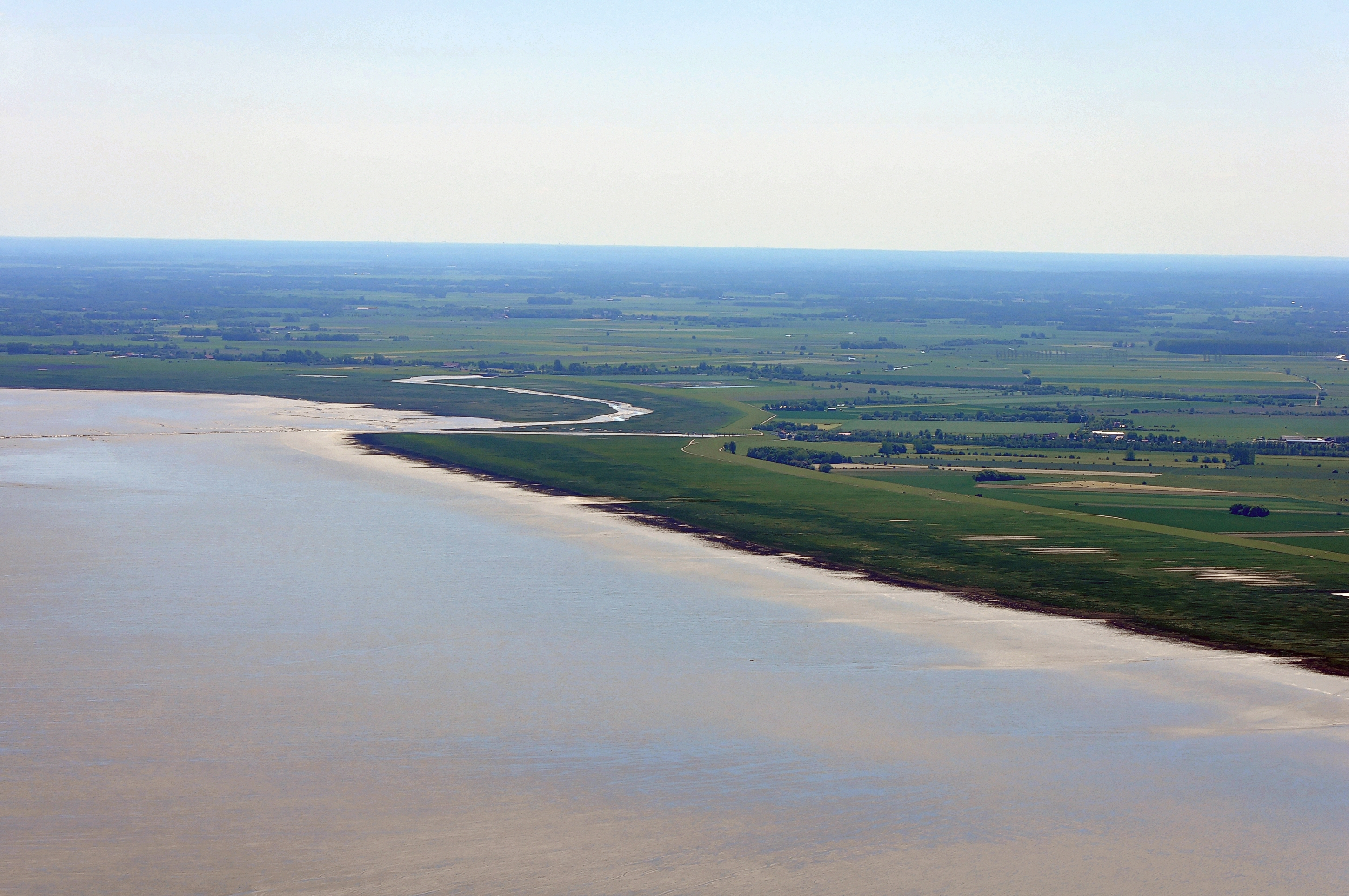
Mündung der Jade in den Jadebusen

Die Jade speist nicht annähernd so viel Süßwasser in die Nordsee ein wie die benachbarte Weser. Deshalb ist der Salzwassergehalt des Jadebusens nur unwesentlich niedriger als der der offenen Nordsee (die Salinität des südlichen Jadebusen-Ufers beträgt 3,0 Prozent, die der offenen Nordsee 3,5 Prozent). Von daher ist es problematisch, die Jade bei Wilhelmshaven als Fortsetzung des (Süßwasser-)Flusses Jade zu betrachten. Das Mündungsgebiet des Seegewässers Jade stellt kein Ästuar dar, da die Jade nördlich des Jadebusens kein Fluss ist.

## Geschichte

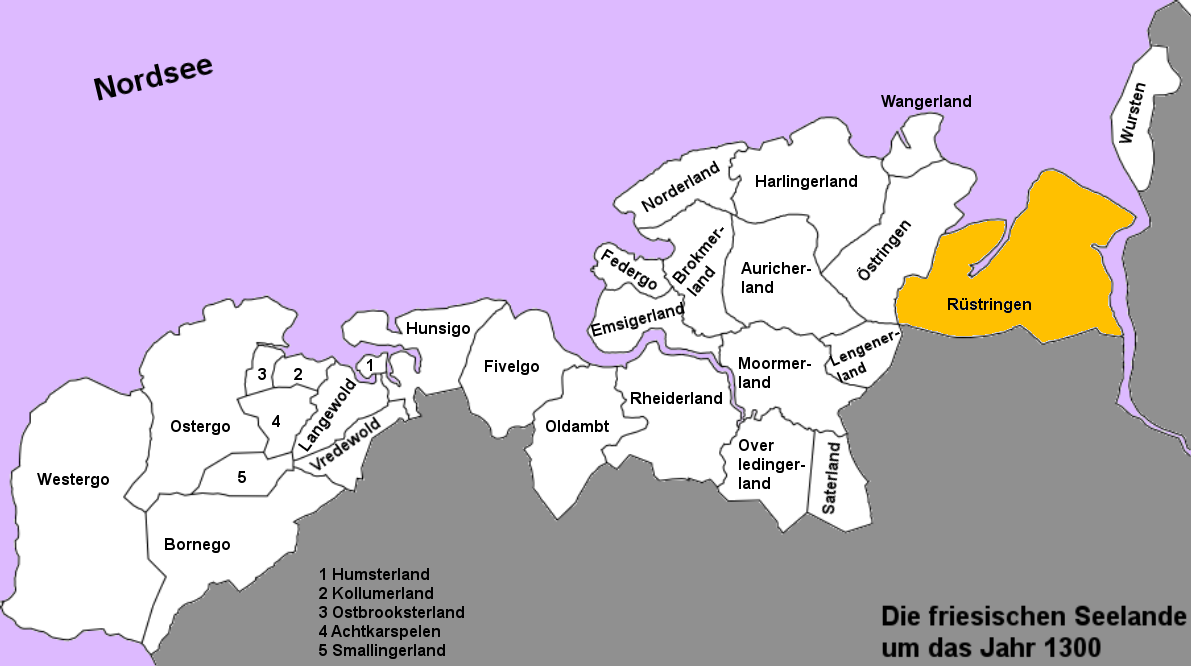
Deutlich in Rüstringen erkennbar: Der vom Südwesten in den Nordosten fließende ehemalige Unterlauf der Jade im frühen und im Hochmittelalter

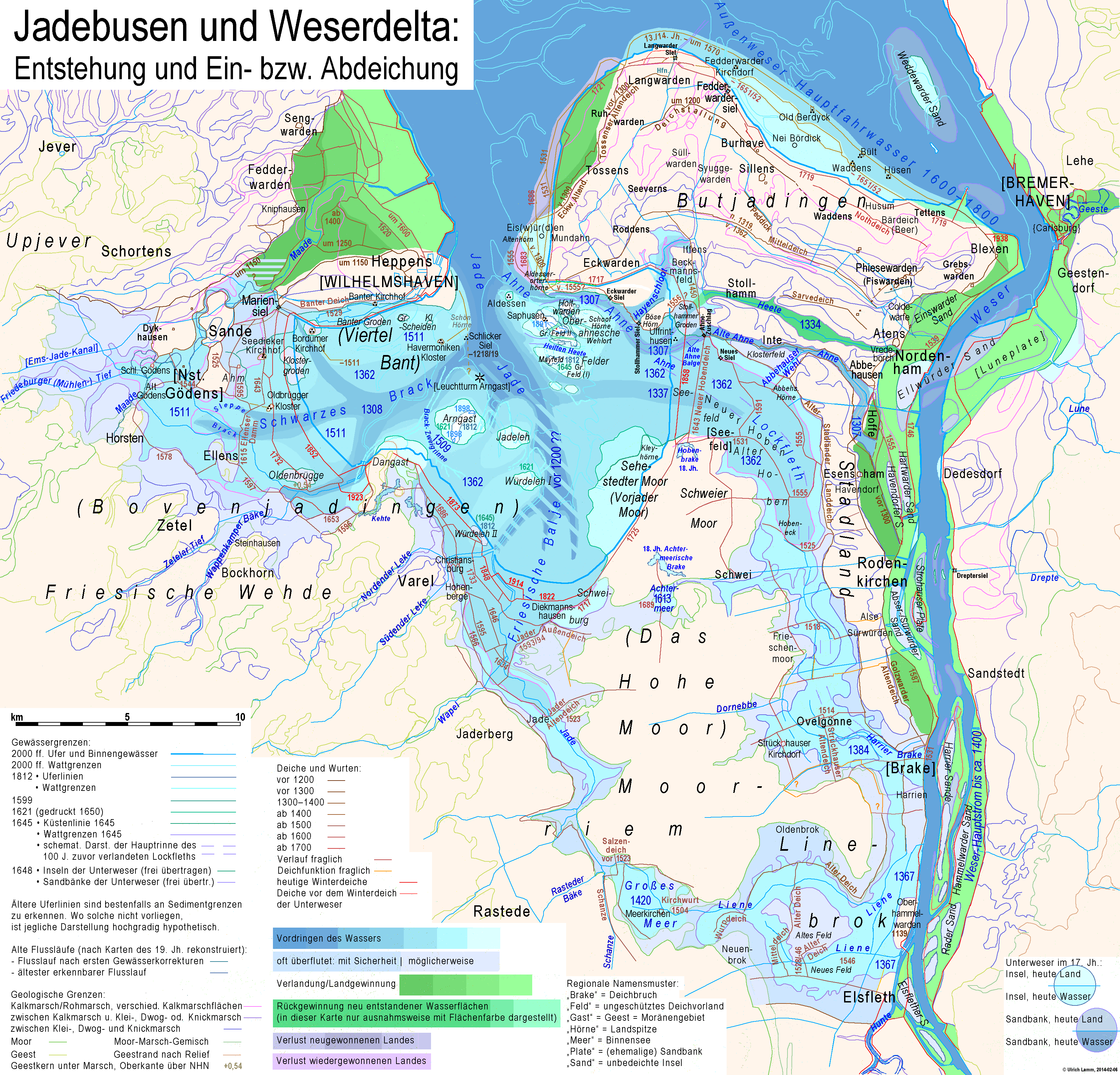
Die Jade als Teil des Weserdeltas nach der Zweiten Marcellusflut

Der Bremer Domherr Adam von Bremen berichtet um 1080 über ein Grenzmoor „Eddenriad“ (auch „Eddinriad“ geschrieben), das von einem gleichnamigen Fluss, vermutlich also der Jade, durchquert worden sei. Dessen Quellgebiet wird als an der Grenze zwischen dem Emsgau (Lengenerland) und Östringen liegend beschrieben; der Fluss soll mithin von Südwesten nach Nordosten, also nicht in seinem heutigen Bett, gelaufen sein. Die Datierung der ersten Meereseinbrüche ist jedoch umstritten. Die Quellen sind dürftig. Laut einer Rekonstruktion soll der erwähnte Fluss sich infolge der Julianenflut am 17. Februar 1164 allmählich erweitert haben.
Bis zur Clemensflut im Jahr 1334 oder zur Marcellusflut von 1362 sollen die Quellbäche und Zuflüsse der heutigen Jade in Richtung Osten gelaufen sein, um sich über die Liene in die Unterweser zu ergießen. Die verheerenden Fluten bildeten die Friesische Balge (auch „Balje“ geschrieben, Ersterwähnung 1512), einen trichterförmigen Meeresarm, der sich bis in die Nähe von Rastede erstreckte. Dieser bildete das „Tal“, in dem heute die Jade fließt. Teils versandete der Trichter von selbst, teils wurde das Meerwasser durch Sielbauten zurückgedrängt. Weitere geschichtlich dokumentierte Fluten haben im Anfang des 16. Jahrhunderts die Dörfer im Süden der Jadebusen verheert. 1523 wurde der Südteil der Balge zurückgewonnen; als Sielort wurde der Ort Jade gegründet. Weitere Eindeichungen in den folgenden Jahrhunderten verschoben die Jademündung immer weiter nordwärts. Erst 1822 kam die Deichschleuse an ihren heutigen Standort Wapelersiel.
Das heranflutende Nordseewasser floss zur Zeit der größten Landverluste in der Wesermarsch über die Friesische Balge östlich von Rastede durch die Liene nördlich von Elsfleth in die Weser, so dass das Gewässersystem der Jade einen Teil des Weserdeltas bildete. Bei Flut floss das Wasser der Nordsee zuerst über den Jadebusen und die Friesische Balge in Richtung Süden, dann in Richtung Osten, bei Ebbe erst aus der Unterweser in Richtung Westen, dann in Richtung Norden in die Nordsee. Der freie Wasserfluss von der und zur Weser wurde im 16. Jahrhundert durch Deichbauten bei Salzendeich unterbunden, so dass die Liene weitgehend verlandete. Zugleich wurde so das Wasser der Bäche, das zuvor die Liene gespeist hatte, in Richtung Norden umgeleitet. Mit der Tide die Richtung ändernde Wasserbewegungen gibt es im Einzugsgebiet der Jade allerdings noch heute. Die von dem Delta übrig gebliebenen, heute Süß- oder Brackwasser führenden Bäche und kleinen Kanäle wie z. B. die Dorenebbe kann man sowohl als Nebenfluss als auch als Bifurkation der Jade einstufen. Das Marschgebiet zwischen Jade und Weser liegt großenteils unter dem Meeresspiegel, so dass es von Pumpwerken vor Überschwemmungen geschützt werden muss. Deren Druck- und Sogwirkungen verhindern zusätzlich stabile Strömungsverhältnisse.
Die Geschichte des Lotswesens auf der Jade begann im 17. Jahrhundert, ist geprägt vom politischen Wechselspiel der Jade-Anrainer Oldenburg, Bremen und Preußen und eng mit dem Lotswesen auf der Weser verwoben. Heutzutage wird es durch die Mitglieder der Lotsenbrüderschaft Weser II/Jade wahrgenommen.